# گرین کارگو
گرین کارگو (انگلیسی: Green Cargo) شرکت کشتیرانی سوئدی است، که در سال ۱۸۵۶ تأسیس شد.